# 青山大紀
青山 大紀（あおやま だいき、1994年11月28日 - ）は、大阪府藤井寺市出身の元プロ野球選手（投手）。右投左打。

## 経歴

### プロ入り前
大阪市立巽東小学校3年生から若江ジャイアンツで野球を始め、4年生からは八尾フレンズに所属。藤井寺市立藤井寺中学校では葛城JFKボーイズに所属し、3年時には全国制覇も経験した。
智辯学園高等学校に入学後は1年夏から背番号9でベンチ入り。奈良県大会準決勝の奈良大附属高校戦では1点ビハインドの6回から登板し、8イニングを0に抑えて、逆転勝ちに貢献した。決勝は中村奨吾擁する天理高校と対戦し、1-14の大敗で甲子園には届かなかった。1年秋から投打で主軸になると、2年の夏は奈良県大会決勝で3試合連続となる逆転本塁打を放ち、投げては9回2安打9奪三振の好投で甲子園出場を果たした。第93回全国高等学校野球選手権大会では初戦の鶴岡東高校戦では先制タイムリーを放ち、投げても9回を1失点に抑え、甲子園初勝利。3回戦では乙坂智、近藤健介擁する横浜高校戦では4点を取られるも、9回に8点を取り逆転勝利。準々決勝の作新学院高校戦では1点ビハインドの4回から投げ、チームは勝ち越すも、青山が9回に打たれ逆転負けを喫した。第84回選抜高等学校野球大会では初戦の早鞆高校戦で逆転タイムリーを打ち、9回2失点完投勝利を挙げるが、2回戦の関東一高校戦で中村祐太と投げ合い1-2で競り負けた。3年の夏は奈良県大会準決勝で畝傍高校に敗れた。甲子園通算5試合、42回30奪三振、防御率2.36。打率.300、20打数6安打、6打点。プロ志望届を提出したが、指名漏れとなった。野球部では同学年の中道勝士とバッテリーを組み、他に2学年後輩に岡本和真がいる。
トヨタ自動車への入社後は、佐竹功年や上杉芳貴などの好投手がチームメイトだったことなどから、全国大会での登板機会はなかった。それでも、2015年のプロ野球ドラフト会議で、オリックス・バファローズから4巡目で指名され、契約金4,000万円、年俸1,000万円（金額は推定）という条件で入団した。背番号は27。

### オリックス時代
2016年、ウエスタン・リーグ公式戦で、9月中旬まで18試合に登板。先発を中心に起用された関係で、3勝8敗、防御率5.34という成績ながら、チームの投手で最も早く同リーグのシーズン最終規定投球回へ到達した。9月20日の対埼玉西武ライオンズ戦（京セラドーム大阪）に先発し一軍デビューを果たしたが、4回4失点という内容で敗戦投手になった。オフの10月12日に第1回WBSC U-23ワールドカップの日本代表に選出され、同大会では優勝を果たした。
しかし、その後も一軍に定着することはできず、2019年のオフに戦力外通告を受けた。

### 現役引退後
2020年5月15日、大阪府堺区・七道駅近くにスイーツショップ「Jenny's Ice Crepe Shop」をオープンさせた。

## 選手としての特徴・人物
最速148km/hの直球に加え、フォーク、スライダー、カーブ、チェンジアップ、ツーシーム、カットボールなど多彩に操る。
愛称は「アオ」。

## 詳細情報

### 年度別投手成績
| 年 度     | 球 団      | 登 板 | 先 発 | 完 投 | 完 封 | 無 四 球 | 勝 利 | 敗 戦 | セ 丨 ブ | ホ 丨 ル ド | 勝 率 | 打 者 | 投 球 回 | 被 安 打 | 被 本 塁 打 | 与 四 球 | 敬 遠 | 与 死 球 | 奪 三 振 | 暴 投 | ボ 丨 ク | 失 点 | 自 責 点 | 防 御 率 | W H I P |
| --------- | ---------- | ----- | ----- | ----- | ----- | -------- | ----- | ----- | -------- | ----------- | ----- | ----- | -------- | -------- | ----------- | -------- | ----- | -------- | -------- | ----- | -------- | ----- | -------- | -------- | ------- |
| 2016      | オリックス | 1     | 1     | 0     | 0     | 0        | 0     | 1     | 0        | 0           | .000  | 18    | 4.0      | 4        | 1           | 2        | 0     | 0        | 5        | 1     | 0        | 4     | 3        | 6.75     | 1.50    |
| 2017      | オリックス | 1     | 0     | 0     | 0     | 0        | 0     | 0     | 0        | 0           | ----  | 19    | 4.0      | 4        | 1           | 5        | 0     | 0        | 2        | 0     | 0        | 3     | 3        | 6.75     | 2.25    |
| 2018      | オリックス | 3     | 0     | 0     | 0     | 0        | 0     | 0     | 0        | 0           | ----  | 12    | 2.0      | 2        | 0           | 5        | 0     | 0        | 2        | 0     | 0        | 1     | 1        | 4.50     | 3.50    |
| 通算：3年 | 通算：3年  | 5     | 1     | 0     | 0     | 0        | 0     | 1     | 0        | 0           | .000  | 49    | 10.0     | 10       | 2           | 12       | 0     | 0        | 9        | 1     | 0        | 8     | 7        | 6.30     | 2.20    |

### 年度別守備成績
| 年 度 | 球 団      | 投手  | 投手  | 投手  | 投手  | 投手  | 投手     |
| 年 度 | 球 団      | 試 合 | 刺 殺 | 補 殺 | 失 策 | 併 殺 | 守 備 率 |
| ----- | ---------- | ----- | ----- | ----- | ----- | ----- | -------- |
| 2016  | オリックス | 1     | 1     | 0     | 0     | 0     | 1.000    |
| 2017  | オリックス | 1     | 0     | 1     | 0     | 0     | 1.000    |
| 2018  | オリックス | 3     | 0     | 0     | 0     | 0     | ----     |
| 通算  | 通算       | 5     | 1     | 1     | 0     | 0     | 1.000    |

### 記録
初記録
- 初登板・初先発登板：2016年9月20日、対埼玉西武ライオンズ23回戦（京セラドーム大阪）、4回4被安打4失点（自責点3）で敗戦投手
- 初奪三振：同上、1回表に浅村栄斗から空振り三振

### 背番号
- 27 （2016年 - 2017年）
- 65 （2018年 - 2019年）
- 11 （2016 WBSC U-23ワールドカップ日本代表）

### 代表歴
- 2016 WBSC U-23ワールドカップ 日本代表